# Sidi Lantri
Sidi Lantri è un comune dell'Algeria, situato nella provincia di Tissemsilt.